# San Giorgio (Cesena)
San Giorgio is een plaats (frazione) in de Italiaanse gemeente Cesena.